# المنجارة (نجرة)

تعديل مصدري - تعديل

المنجارة هي إحدى قرى عزلة الشعاثمة بمديرية نجرة التابعة لمحافظة حجة، بلغ تعداد سكانها 707 نسمة حسب تعداد اليمن لعام 2004.